# Llorenç Garcias i Font
Llorenç Garcias i Font, o «l'apotecari Pujamunt», com era conegut popularment, nasqué al carrer Figueral, núm. 11 de la vila d'Artà, Mallorca, dia 16 d'octubre de 1885. Fill de Joan Garcias i Sard (1852-gener de 1931) i de Catalina Font i Sureda de Salma (1855-1946). Formà part d'una família pagesa de dos germans: Llorenç i Catalina (1888-1918).
La família Garcias prové, segons documents de l'Arxiu Diocesà, de la vila de Porreres i arribaren a Artà al segle xvii, per via matrimonial, concretament el 1640. Els Font, en canvi, ja eren a Artà al segle xvii.

## Vida
Fill d'una família benestant, el 1906 es llicencià en Farmàcia per la Universitat de Barcelona. A la ciutat comtal ja donà proves de la seva vocació científica, tot participant en la fundació de la Institució Catalana d'Història Natural, entitat de la qual era membre d'honor a la seva mort, el 1975.
Llorenç Garcias exercí tota la seva vida la professió d'apotecari a Artà, en un medi essencialment rural. Allunyat dels grans instituts científics, les dificultats materials no l'impediren de treballar durant més de setanta anys en l'estudi de la natura de Mallorca i, especialment, de la botànica i la flora de les Illes tot publicant en català nombrosos articles en el Bolletí de la Societat d'Història Natural de les Balears, entitat de la qual fou membre fundador, i en el Butlletí de la Institució Catalana d'Història Natural. Reuní un herbari d'unes mil cent plantes i descobrí una espècie nova que registrà amb el nom de Romulea Assumptionis.
També la seva activitat es dirigí cap a altres qüestions de caràcter cultural i polític. Defensor de la llengua i de la cultura de Mallorca, dugué a terme una notable tasca periodística. Fou un col·laborador assidu de la revista Llevant, el periòdic quinzenal que el 1816 va fundar el professor artanenc Andreu Ferrer, i un dels impulsors del Museu Regional d'Artà.
El 1980, l'institut d'educació secundària d'Artà adoptà el nom d'aquest il·lustre botànic.